# التسلسل الزمني لسوق النفط العالمية ابتداء من 2003

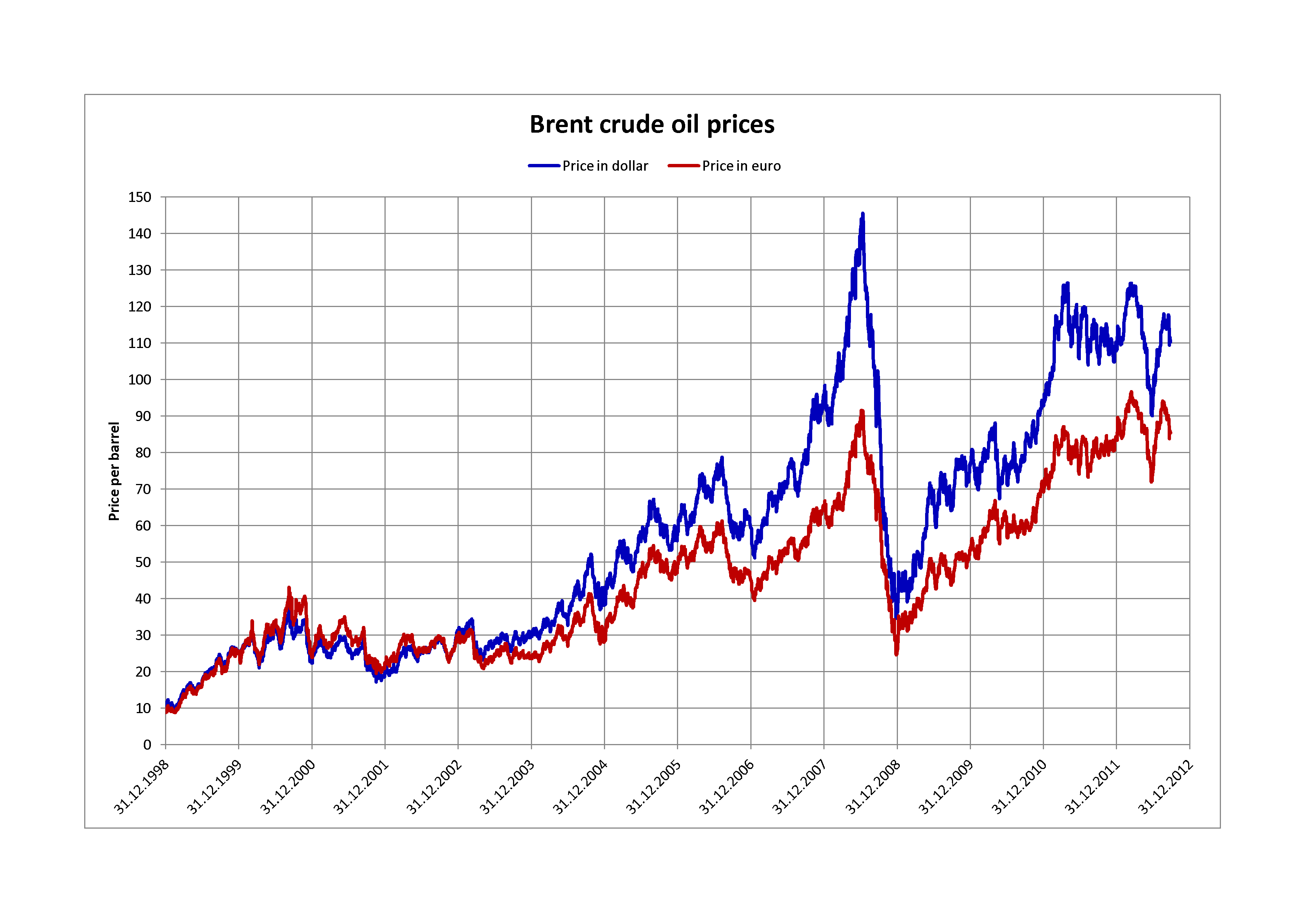
أسعار نفط خام برنت بالدولار الأمريكي (بالأزرق) واليورو (بالأحمر)

بلغ سعر برميل النفط الخام المعدّل حسب التضخم من منتصف ثمانينيات القرن العشرين لغاية سبتمبر 2003 في بورصة نيويورك التجارية NYMEX أقل من 25 دولار أمريكي للبرميل الواحد عمومًا. بعد ذلك، خلال عام 2004، تخطّى السعر 40 دولار أمريكي ومن ثم وصل إلى 60 دولار أمريكي. أدت سلسلة من الأحداث إلى أن يتخطّى السعر 60 دولار أمريكي بحلول 11 أغسطس 2005، مما أسفر عن زيادة قياسية في الأسعار بلغت 75 دولار أمريكي بحلول منتصف 2006. انخفضت الأسعار بعد ذلك إلى 60 دولار أمريكي للبرميل في أوائل عام 2007 قبل أن ترتفع ارتفاعًا حادًا مجددًا لتبلغ 92 دولار أمريكي للبرميل في أكتوبر 2007، و99.29 دولار أمريكي للبرميل للعقود الآجلة في ديسمبر في نيويورك في 21 من نوفمبر من نفس العام. ارتفع سعر النفط ارتفاعًا قياسيًا بانتظام على مدار النصف الأول من 2008. واقتربت الأسعار في 27 يونيو 2008 من 141.71 دولار أمريكي للبرميل للتسليم في بورصة نيويورك التجارية في شهر أغسطس في ظل تهديد ليبيا بخفض الإنتاج وتوقع رئيس منظمة الدول المصدرة للطاقة احتمال وصول الأسعار إلى 170 دولار أمريكي خلال أشهر الصيف في نصف الكرة الشمالي. بلغ الحد الأقصى لأعلى سعر مسجل للبرميل الواحد 147.02 دولار أمريكي في 11 يوليو 2008. ارتفعت الأسعار مجددًا في نهاية سبتمبر رغم هبوطها دون 100 دولار أمريكي في أواخر صيف العام نفسه. ارتفع النفط في 22 سبتمبر بما يزيد عن 25 دولار أمريكي إلى 130 دولار أمريكيَا قبل أن يستقر مجددَا عند 120.92 دولار أمريكي، مسجلًا ربحًا قياسيًا استغرق يوم واحد بنحو 16.37 دولار أمريكي. أوقفت بورصة نيويورك التجارية التداول الإلكتروني للنفط الخام مؤقتًا حين بلغ الحد اليومي لارتفاع الأسعار 10 دولار أمريكي، ليعاد تعيين الحد بعد ذلك بثواني ويُستأنف التداول. في 16 أكتوبر، انخفضت الأسعار مجددًا إلى أقل من 70 دولار أمريكي، ليقفل سعر النفط في 6 نوفمبر دون 60 دولار أمريكي. ارتفعت الأسعار بعد ذلك في 2009 ارتفاعَا طفيفَا ولكن لم ترتفع بالقدر الذي وصلت إليه في أزمة 2005 – 2007، لتتخطى 100 دولار أمريكي في عام 2011 ومعظم عام 2012. سجل سعر النفط في نهاية 2013 انخفاضًا إلى ما دون 100 دولار أمريكي، لينخفض بعد مضي عام واحد انخفاضًا حادًا ومفاجئًا بالغًا أقل من 50 دولار أمريكي.
تزامن ارتفاع الأسعار مع مرحلة زمنية من تسجيل أرباح قياسية في الصناعة النفطية، في الوقت الذي لم يسجل إنتاج البترول أي ارتفاعًا ملحوظًا. في الفترة بين 2004 و2007، بلغ مجموع أرباح الشركات الست الكبار، وهي: إكسون موبيل وتوتال وشل وبي بي وشيفرون وكونوكو فيلبس، 494.8 مليار دولار أمريكي. كما استفادت البلدان الكبرى التي تعتمد على النفط مثل المملكة العربية السعودية والإمارات العربية المتحدة وكندا وروسيا وفنزويلا ونيجيريا اقتصاديًا من تصاعد أسعار النفط خلال عقد الألفينات.
إذا كان سعر النفط الأمريكي مرتفعًا، يكون الفرق في أسعار النفط الخام بين مؤشري ويست تكساس إنترميديت وخام برنت أكبر، نتيجة لذلك، ستنخفض الأسعار بغرض إخراج النفط من السوق.

## 2003
بلغ متوسط أسعار النفط الخام في الولايات المتحدة 30 دولار أمريكي للبرميل عام 2003 جراء انعدام الاستقرار السياسي في مختلف الدول المنتجة للنفط. فقد ارتفع بنسبة 19% عن المتوسط الذي بلغه عام 2002. شكل غزو العراق عام 2003 حدثًا بارزًا لأسواق النفط نظرًا لما تحويه العراق من كميات وافرة من احتياطات النفط الخام العالمي. تزامن الصراع مع تزايد الطلب العالمي على البترول، إلا أنه حد من الإنتاج النفطي الراهن للعراق، كما عُد مسؤولًا عن ارتفاع أسعار النفط. إلا أن ماثيو سيمونز، المدير التنفيذي لشركة نفط، أكد أن السبب وراء التلاعب بالأسعار يعود لذروة وانحدار تصدير النفط في المكسيك وإندونيسيا والمملكة المتحدة. وحسب سيمونز، تُؤثر الأحداث المنفردة، مثل حرب العراق، على الأسعار على المدى القصير، ولكنها لا تفرض اتجاه طويل الأمد. ويشير سيمونز أن استخدام تقنيات الاستخراج المحسن للنفط في حقول شاسعة مثل حقل كانتاريل في المكسيك قد يحافظ على الإنتاج لسنوات قليلة إلا أنه يتراجع في النهاية. قد يخفض ضخ النفط خارج العراق أسعاره على المدى القصير، ولكن سيتعذر عليه تخفيض الأسعار على الدوام. يرتبط غزو العراق في رأي سيمونز ببداية ارتفاع أسعار النفط على المدى الطويل، لكنه قد يحد من انخفاض إنتاج النفط من خلال الاحتفاظ بمقدار جزئي من احتياطات العراق النفطية. وكنتيجة مباشرة، انحسرت القدرة الإنتاجية النفطية إلى مليوني برميل، ما يعادل (320,000 متر مكعب) يوميًا.

## من 2004 لغاية 2008: ارتفاع تكاليف النفط
ارتفعت أسعار النفط الخام إلى أعلى مستوياتها في مارس 2005، بعد أن تراجعت لشهور عديدة في نهاية 2004 وبداية 2005. وتخطى السعر في بورصة نيويورك التجارية 50 دولار أمريكي للبرميل منذ 5 مارس 2005. حطمت أسعار النفط الخام في يونيو 2005 العائق النفسي لتبلغ 60 دولار أمريكي للبرميل. ابتداء من 2005 وصاعدًا، تغيرت مرونة السعر في سوق النفط الخام تغييرًا ملحوظًا.
قبل هذا العام، أدت الزيادة الطفيفة في أسعار النفط إلى تضخم ملموس في حجم الإنتاج. أتاح ارتفاع الأسعار بعد ذلك تنامي الإنتاج بأرقام بسيطة. كان هذا السبب في تسمية عام 2005 بعام المرحلة الحرجة.
بلغت أسعار البنزين بعد الدمار الذي تسببه إعصار كاترينا في الولايات المتحدة مستويات قياسية خلال الأسبوع الأول من سبتمبر 2005. وبلغ متوسط سعر التجزئة لكل جالون أمريكي 3.04 في المتوسط. كما بلغ متوسط سعر التجزئة للتر البنزين في المملكة المتحدة 86.4 بنس أو ما يعادل 6.13 دولار أمريكي لكل جالون في 19 أكتوبر 2006. استمر انخفاض إنتاج النفط في العراق نتيجة الصراع الدائر في البلاد مما أدى إلى تراجع الإنتاج إلى مليون برميل يوميًا (160,000 متر مكعب يوميًا).
في منتصف 2006، جرى تداول النفط الخام بما يزيد عن 79 دولار أمريكي لكل برميل، ليسجل رقمًا قياسيًا غير مسبوق. يعزى الارتفاع السريع إلى زيادة قدرها 1.9 في استهلاك البنزين، والتوترات الجيوسياسية الناجمة عن إطلاق كوريا الشمالية للصواريخ. تعد الحرب الدائرة في العراق وحرب لبنان وإسرائيل من العوامل المسببة أيضًا. خفّضت أسعار النفط المرتفعة زيادة الطلب على النفط في العالم بصورة ملموسة في 2006، بما في ذلك انخفاض الطلب عليه من منظمة التعاون الاقتصادي والتنمية. بعد ورود أنباء نجاح كوريا الشمالية في تجربتها النووية في 9 أكتوبر 2009، تخطت أسعار النفط 60 دولارًا أمريكيًا للبرميل، لكنها انخفضت في اليوم التالي.
في 19 أكتوبر 2007، ارتفع النفط الخام الأمريكي الخفيف ليبلغ 90.2 دولار أمريكي للبرميل بسبب مجموعة من التوترات الدائرة في شرق تركيا والقوة المتناقصة للدولار الأمريكي. انخفضت الأسعار لفترة وجيزة على أمل زيادة أرصدة النفط الخام الأمريكية، غير أنها ارتفعت ارتفاعًا سريعًا إلى ذروة بلغت 92.22 دولار أمريكي في 26 أكتوبر 2007.
في الثاني من يناير 2008، تخطى الخام الأمريكي الخفيف 100 دولار أمريكي للبرميل قبل أن ينخفض إلى 99.69 دولار أمريكي نتيجة التوترات في يوم رأس السنة الميلادية في نيجيريا، وبناء على الشك حيال هبوط أرصدة الخام الأمريكي للأسبوع السابع على التوالي. جاء في تقرير بي بي سي في اليوم التالي أن تاجر واحد قام برفع السعر؛ وقال ستيفن شورك، تاجر بورصة سابق في بورصة نيويورك التجارية ومحرر النشرة الإخبارية لأسواق النفط، لقد اشترى تاجر بورصة واحد 1000 برميل (160 متر مكعب)، وذلك أصغر مقدار مصرح به، وباعه على الفور لقاء 99.40 دولار أمريكي بخسارة 600 دولار أمريكي. تراجع النفط في وقت لاحق من الأسبوع إلى 97.91 دولار أمريكي عند إغلاق التداول يوم الجمعة الرابع من يناير، ويعزى ذلك جزئيًا إلى تقرير الأعمال الضعيف الذي أظهر ارتفاع البطالة.
في الخامس من مارس 2008، اتهمت أوبك الولايات المتحدة بـ «سوء الإدارة» الاقتصادية التي كانت تدفع بأسعار النفط لتبلغ أرقام قياسية، وترفض الدعوات لإنعاش الإنتاج، كما ألقت اللوم على رئاسة جورج دبليو بوش. تصاعدت أسعار النفط لتتخطى 110 دولار أمريكي لتسجل رقم قياسي جديد معدل حسب التضخم في 12 مارس 2008، قبل أن يستقر عند 190.92 دولار أمريكي. في 18 أبريل من نفس العام، تخطى سعر النفط 117 دولار أمريكي للبرميل بعد أن ادعت إحدى الجماعات المسلحة النيجيرية هجومًا على خط أنابيب للنفط. في 22 أبريل 2008، ارتفعت أسعار النفط لتبلغ رقم قياسي جديد عند 119.90 دولار أمريكي للبرميل، قبل أن تنخفض ومن ثم ترتفع ثلاثة دولارات في 25 أبريل 2008 لتبلغ في بورصة نيويورك التجارية 119.10 دولار أمريكي بعد ما جاء في تقرير إخباري أن سفينة متعاقدة مع قيادة النقل البحري العسكري الأمريكي أطلقت النيران على قارب إيراني.
في 6 يونيو، ارتفعت الأسعار 11 دولارًا أمريكيًا خلال 24 ساعة، وهو أكبر مكسب في التاريخ بسبب احتمال شن هجوم إسرائيلي على إيران. أدى تخفيض الإمداد من قبل اثنين من موردي النفط الرئيسيين إلى مخاوف من تكرار أزمة النفط عام 1973. تسبب قرار المملكة العربية السعودية في منتصف يوليو بزيادة إنتاجها النفطي في القليل من التأثير الواضح على الأسعار. وفقًا لوزير النفط في جمهورية إيران الإسلامية، غلام حسين نوزاري، فإن الأسواق العالمية كانت مشبعة ولن يؤدي الوعد السعودي بزيادة الإنتاج إلى خفض الأسعار. كانت العديد من المصافي الآسيوية ترفض النفط السعودي في أواخر يونيو لأنه كان مقدرًا بأعلى من أسعاره.
في 3 يوليو، «ارتفع سعر عقد خام برنت بحر الشمال تسليم أغسطس إلى 145.01 دولار أمريكي للبرميل» في التجارة الآسيوية. وصل خام برنت لندن إلى مستوى قياسي بلغ 145.75 دولار أمريكي للبرميل، وبلغ خام برنت تسليم أغسطس ذروته في مستوى قياسي بلغ 145.11 دولار أمريكي للبرميل في بورصة لندن للعقود الآجلة لأوروبا، و144.44 دولار أمريكي للبرميل في بورصة نيويورك. وبحلول منتصف النهار في أوروبا، ارتفع سعر الخام إلى 145.85 دولار أمريكي للبرميل في بورصة نيويورك، بينما ارتفع سعر خام برنت الآجلة إلى مستوى قياسي بلغ 146.69 دولار أمريكي للبرميل في بورصة العقود الآجلة.